# Verkehrssicherungspflicht
Eine Verkehrssicherungspflicht, seit der Rechtsprechung des Reichsgerichts auch Verkehrspflicht genannt, ist in Deutschland eine deliktsrechtliche Verhaltenspflicht zur Abwehr von Gefahrenquellen, deren Unterlassen zu Schadensersatzansprüchen nach den §§ 823 ff. BGB führen kann. Die Verkehrssicherungspflichten entstanden vor dem Hintergrund der „rechtswidrigen Verletzung“ der in § 823 Absatz 1 BGB genannten Rechte und Lebensgüter.

## Definition
Derjenige, der eine Gefahrenquelle schafft oder unterhält, hat die Pflicht, die notwendigen und zumutbaren Vorkehrungen zu treffen, um Schäden anderer zu verhindern. Die rechtlich gebotene Verkehrssicherung umfasst diejenigen Maßnahmen, die ein umsichtiger und verständiger, in vernünftigen Grenzen vorsichtiger Mensch für notwendig und ausreichend hält, um andere vor Schäden zu schützen. Es geht also nicht darum, jeder abstrakten Gefahr vorzubeugen. Nicht jedes Unglück im Zusammenhang mit der Verkehrssicherung ist somit Unrecht. Es geht darum, dass ein Grad an Sicherheit gewährleistet ist, den die in dem jeweiligen Bereich entsprechende Verkehrsauffassung für erforderlich hält. Passiert dennoch ein Unglück, handelt es sich um ein allgemeines Lebensrisiko und nicht um eine Verletzung der Verkehrssicherungspflicht, die zu einem Schadensersatzanspruch führt.

## Entwicklung
Verkehrssicherungspflichten wurden entwickelt, um bei Unterlassungen oder mittelbaren Schädigungen (deliktische) Rechtspflichten zum Handeln zu begründen. Ansätze hierzu fanden sich bereits vor Inkrafttreten des BGB unter Geltung des gemeinen Rechts der frühen Neuzeit. Verkehrssicherungspflichten werden heute auch herangezogen, um bei mittelbaren Verletzungen die Rechtswidrigkeit des Handelns zu begründen. Die Begründung und Ausweitung der Verkehrssicherungspflichten ist ein Beispiel für die Verschiebung des gesetzgeberischen Schwerpunkts weg von der Handlungsfreiheit hin zu einem stärkerwerdenden Güterschutz. Schwierigkeiten entstehen bei den Verkehrssicherungspflichten daneben durch das Hineinspiel von Elementen der Tatbestandsmäßigkeit und Kausalität.
Der Charakter der zivilrechtlichen Verkehrssicherungspflicht korrespondiert mit der strafrechtlichen Garantenpflicht. Nicht verwechselt werden darf die Verkehrssicherungspflicht allerdings mit der Gefährdungshaftung. Für diese ist im Gegensatz zur Haftung aufgrund der Verletzung einer Verkehrssicherungspflicht kein Verschulden und kein rechtswidriges Verhalten notwendig.
Bisweilen kann es schwierig sein, die Verletzung einer Verkehrssicherungspflicht von der Verschuldensform der Fahrlässigkeit abzugrenzen. Inhaltlich koinzidieren die Maßstäbe in der „im Verkehr erforderlichen Sorgfalt“; allerdings fragt die Verschuldensform der Fahrlässigkeit zusätzlich danach, aus welchen subjektiven Gründen die Verkehrssicherungspflicht objektiv vernachlässigt wurde.

## Voraussetzungen und Reichweite
Bezüglich der Haftungsvoraussetzungen nach § 823 Abs. 1 BGB bestehen keine Besonderheiten. Es sind nur Sicherungsmaßnahmen zu treffen, die der Verkehr erwarten kann. Es muss daher nicht jede theoretisch mögliche Gefährdung vermieden werden, sondern nur naheliegende Gefahren. Außerdem muss das Gefährdungspotential für den Sichernden erkennbar sein. Grundsätzlich gilt: je höher das geschaffene Gefahrenpotential, desto hochwertiger müssen die Sicherungsmaßnahmen sein.
Kann es von der Gefahrenquelle ausgehend zu einer Gefährdung von Kindern kommen, so sind deren besondere Neugier und ihr geringes Gefahrerkennungsvermögen zu berücksichtigen. Ein zusätzliches Handeln Dritter, auch des Geschädigten selbst, ist grundsätzlich kein Ausschließungsgrund für eine Haftung nach § 823 BGB. Die Rechtswidrigkeit ist durch die Verletzung der Verkehrssicherungspflicht indiziert. Der Unterlassende muss möglicherweise einschlägige Rechtfertigungsgründe von sich aus beweisen.
Der Rechtswissenschaftler Dieter Medicus führt zur Herleitung der Funktion von Verkehrssicherungspflichten aus, dass zwischen dem „Unterlassen“ und der „mittelbar verursachten Verletzung“ eine gewisse Rechtsähnlichkeit bestünde. Die Adäquanz, die Tun und Unterlassen bereits auf Vorhersehbarkeit einschränkt, reiche zur Indikation rechtswidriger Tatbestandserfüllung so auch noch nicht aus, was beim Unterlassen evident sei. Eine einheitliche Funktion der Verkehrssicherungspflichten erfordere daher, dass der Vorwurf rechtswidriger Erfüllung eines Deliktstatbestandes einen über die Adäquanz hinausgehenden, deutlich eingeschränkteren Personenkreis nur betreffen dürfe.
Eine mögliche Einteilung des Schutzbereiches beziehungsweise der Verkehrssicherungspflichtigen in Bezug auf die Haftung könnte wie folgt vorgenommen werden:
Grundsätzlich gilt: Wer eine Gefahrenquelle setzt (schafft oder unterhält), muss die erforderlichen und zumutbaren Vorkehrungen treffen, damit sich aus ihr keine Gefahren ergeben. Aus der Nichtbeachtung dieser Verpflichtungen können Haftungspflichten aus § 823 Absatz 1 BGB entstehen, jedenfalls dann, wenn durch sie adäquat die Verletzung eines der in den Schutzbereich der Deliktsnorm fallenden Lebensgüter oder Rechte bewirkt wird. Der Tatbestand des § 823 Absatz 1 BGB liegt dann in indizierter Rechtswidrigkeit erfüllt vor. Die trifft vorwiegend diese Fälle:
- Übernahme einer Aufgabe (Räumungsunternehmen, teilweise trifft den „Ur-Verkehrssicherungspflichtigen“ hier eine Auswahl- und Überwachungspflicht)
- Vorangegangenes gefährdendes Tun (Ingerenz)

In anderen Fällen regeln Schutzgesetze im Sinne des § 823 Absatz 2 BGB die ordnungsgemäßen Abläufe des Gemeinwesens. Darunter fallen satzungsmäßige Pflichten der Gemeinden. Sie gleichen häufig den durch die Gerichte hervorgebrachten Verkehrssicherungspflichten. Wer diese Pflichten verletzt handelt ohnehin rechtswidrig. Dazu zählen Regelungen zur
- Sicherheit im eigenen Bereich (Beachtung der Schneeräumpflicht des Hauseigentümers)

Vom Schutzbereich her ist nicht jedermann umfasst, es gilt auch hier die Vertrauenserwartung des Verkehrs zu berücksichtigen. Beispielsweise schließt der Hinweis: Unbefugten ist der Zutritt verboten eine Verkehrssicherungspflicht für zuwiderhandelnde Personen grundsätzlich aus.

## Entstehungsgründe und praktische Bedeutung
Verkehrssicherungspflichten entstehen insbesondere durch ein vorangegangenes gefährdendes Tun (sogenannte „Ingerenz)“, durch die Herrschaft über eine Gefahrensphäre und durch das Hervorrufen berechtigten Vertrauens in die Abwehr einer Gefahr. Die praktischen Anwendungsfälle für Verkehrssicherungspflichten sind äußerst vielfältig. Verkehrssicherungspflichten finden im Straßenverkehr, bei Gefahren durch den Zustand von Grundstücken und anderen Sachen (Gebäude/Wohnungen etc.), bei gefährlichen Veranstaltungen und risikoreichen beruflichen und sonstigen Tätigkeiten Anwendung.
Auch die deliktsrechtliche Produzentenhaftung beruht auf Verkehrspflichten aufgrund der Herstellung gefährlicher Erzeugnisse. Sicherlich nicht erfasst werden die unvermeidbaren Fehler, Fehler, die trotz Produktion gemäß dem besten Stand von Wissenschaft und Technik anfallen können. Die Rechtsprechung bildet andererseits Fallgruppen, aus denen deliktische Haftung dem Grunde nach bereits resultiert. Dazu gehören Fertigungs- beziehungsweise Kontrollfehler, die sich innerhalb einer sonst ordnungsgemäßen Produktionslinie als unsachgemäße und vermeidbare „Ausreißer“ ergeben können. In diesen Fällen operiert die Rechtsprechung zum Schutz der Öffentlichkeit in Fragen der Zurechnung des Verletzungserfolges mit Beweislastumkehr. In die Nähe dieser Fallgruppe werden immer häufiger auch Konstruktionsfehler sowie Anleitungs-/ Instruktionsfehler gestellt, wenn also beispielsweise Verbraucherinformationen fehlen. Die Rechtsprechung hat die Tendenz entwickelt, die auf § 823 Absatz 1 BGB beruhende Produzentenhaftung immer weiter zu verschärfen und an anderen Stellen zu erweitern. Dies zeigen Beispiele, wie das Milupa-Urteil, dem 1991 Schadenersatzforderungen eines Klägers zugrunde lagen, der infolge jahrelangen Nuckelns eines gesüßten Tee-Getränks Zähne durch Karies verloren hatte. Im sogenannten Kupolofenfall führten Auswurfschäden nach §§ 906 Absatz 2 BGB zur analogen Beweislastumkehr für Rechtswidrigkeit und Verschulden.
Innerhalb eines Unternehmens treffen die Verkehrssicherungspflichten – und damit die Haftung – nicht nur den Unternehmensträger, sondern gegebenenfalls auch Organe und Arbeitnehmer. In Großbetrieben wird von Organisationspflicht gesprochen, die eine Haftung des Betriebsinhabers (regelmäßig über §§ 31 BGB) bei Nichterfüllung der Verkehrssicherungspflichten auslöst, selbst wenn die Aufsichtspflicht auf Hilfspersonal delegiert worden ist (Haftung bei Einschaltung von Gehilfen). Durch tatsächliche Übernahme einer gefahrenabwehrenden Tätigkeit kann die Verkehrssicherungspflicht bei einem Dritten entstehen; der ursprüngliche Pflichtenträger bleibt zur Überwachung verpflichtet.
In Österreich ist dies im Allgemeinen bürgerlichen Gesetzbuch im § 1319 geregelt. So kann z. B. die Einhaltung bezüglich Gebäude durch die ÖNORM B 1300 sichergestellt werden, siehe: Gebäudesicherheit.

## Verkehrssicherungspflicht am Beispiel der Straßen und Gehwege in Deutschland
Sowohl im öffentlichen als auch privaten, aber öffentlich zugänglichen Verkehrsraum ist primär der Eigentümer der Immobilie verkehrssicherungspflichtig. Das ist bei Landesstraßen das Land, bei Kreisstraßen der Landkreis, bei Gemeindestraßen die Gemeinde, bei Privatstraßen und Zuwegungen von Häusern zu öffentlichen Gehwegen die privaten Eigentümer. Die Verwaltung der Bundesfernstraßen ist gemäß Art. 90 Absatz 2 GG zwar den Ländern übertragen, der Bund ist hierfür jedoch Träger der Straßenbaulast.
Richtet sich der Schadensersatzanspruch gegen einen öffentlichen Straßenbaulastträger, ist die Anspruchsgrundlage § 839 Abs. 1 BGB, Art. 34 GG. Entstehen einem Sozialversicherungsträger Aufwendungen für die Behandlung von Verletzungen aus einem Verstoß gegen die Verkehrssicherungspflicht, geht der Anspruch insoweit grundsätzlich gemäß § 116 SGB X auf den Sozialversicherungsträger über und er kann daher Ersatz vom Sicherungspflichtigen verlangen.
Eine Verkehrssicherungspflicht entsteht schon dadurch, dass ein Straßenbaulastträger oder ein sonstiger Verfügungsberechtigter die Benutzung einer Straße, eines Weges oder eines Platzes durch die Öffentlichkeit zulässt. Die dadurch entstehende Verkehrssicherungspflicht verlangt, dass der Verpflichtete in geeigneter und zumutbarer Weise die Gefahren ausräumt oder zumindest vor ihnen warnt, die einem regelmäßigen Verkehrsbedürfnis entsprechen. Abzustellen ist dabei auf die Bedürfnisse eines Verkehrsteilnehmers, der die im Verkehr erforderliche Sorgfalt bei verkehrsgerechter Benutzung walten lässt. Bei einer Landstraße mit Baumbestand liegt bei einem Unfall eines Fahrzeugführers durch einen bei Dunkelheit hinter einer Rechtskurve liegenden umgestürzten Baum kein Verstoß gegen die Verkehrssicherungspflicht vor, wenn die Baumkontrollen regelmäßig und sorgfältig vorgenommen worden sind. Eine schuldhafte Verletzung der Verkehrssicherungspflichten liegt nur dann vor, wenn Anzeichen übersehen werden, die auf eine Gefahr durch den Baum hingewiesen hätten. Zudem müsste auf Landstraßen jederzeit mit Hindernissen gerechnet werden.
Besondere praktische Bedeutung hat die Streu- und Räumpflicht bei Eis und Glätte. Diese gilt nach einem Urteil des Bundesgerichtshofs vom 23. Juli 2015 (Aktenzeichen: III ZR 86/15) aber nicht uneingeschränkt, sondern im Rahmen des Zumutbaren, wobei es auf die Leistungsfähigkeit des Sicherungspflichtigen ankommt. Das OLG Schleswig betont in seinem Urteil vom 14. Mai 2013 (Aktenzeichen: 11 U 51/12), dass sich auch der am Straßenverkehr Teilnehmende im Winter den gegebenen Straßenverhältnissen anzupassen habe. Zur genaueren Ausgestaltung der Räum- und Streupflicht gelten die jeweiligen Bestimmungen der Landes- und Wegegesetze der Länder und die Straßenreinigungssatzungen der Gemeinden. Die Straßenreinigungssatzungen regeln üblicherweise in welchen Fällen und welchen Zeiträumen eine Räum- und Streupflicht besteht. Üblich ist eine Räum- und Streupflicht von 7 bis 20 Uhr, in manchen Gemeinden aber auch nur von 8 bis 20 Uhr. Ein Schadensersatzanspruch aus Verkehrssicherungspflicht besteht dann grundsätzlich nur, wenn der Sicherungspflichtige gegen die dort geregelte Räum- und Streupflicht verstoßen hat und dieser Verstoß ursächlich für einen Schaden des Anspruchstellers geworden ist. Fußgängerüberwege (Zebrastreifen) sind innerhalb geschlossener Ortschaften nicht grundsätzlich, sondern nur zu streuen, soweit sie belebt und unentbehrlich sind. Maßstab ist dabei die Bedeutung der Fläche für den Verkehr.
Eine 2 bis 3 cm hohe Absatzkante, die in Laufrichtung inmitten eines Gehweges verläuft, löst nach Auffassung des OLG Stuttgart zumindest bei schlechten Lichtverhältnissen eine Verkehrssicherungspflicht aus, der die Beklagte durch eine geeignete Warnung (etwa eine Sicherheitsbake oder Warnleuchte), eine zusätzliche Beleuchtung oder einer Absperrung hätte nachkommen müssen.

## Verkehrssicherungspflicht bei baulichen Anlagen
Grundsätzlich kommt es darauf an, ob die bauliche Anlage den anerkannten Regeln und dem Stand der Technik entspricht. Bei Bodenbelägen müssen DIN-Vorgaben eingehalten sein. Marginale Unebenheiten des Bodenbelages können im zulässigen Toleranzbereich liegen.

## Verkehrssicherungspflicht bei Veranstaltungen
Ein Veranstalter einer „aktiven“ Sport- und Olympiamuseumsführung haftet nicht für die Verletzung eines Teilnehmers an einer sportlichen Übung, wenn die Verletzung auf Gefahren beruht, die typischerweise mit der jeweiligen Sportausübung verbunden sind (hier: Sehnenriss bei Standweitsprung). Der Veranstalter muss aber im Rahmen seiner Verkehrssicherungspflicht die Teilnehmer vor heimtückischen Objekten und atypischen Gefahren schützen, die von Teilnehmern kaum erkannt werden können. Der Träger von Integrationsmaßnahmen für Eltern mit kleinen Kindern verstößt gegen seine Verkehrssicherungspflicht, wenn eine Dachterrasse von den Teilnehmern zum Pausenaufenthalt genutzt werden kann und eine neben der Dachterrasse liegende Dachfläche mit losen Steinen bedeckt ist, an die die Kinder problemlos gelangen und auf unter der Dachterrasse parkende Fahrzeuge werfen können.

## Verkehrssicherungspflicht im Wald
Eine Haftung des Waldbesitzers wegen Verletzung der Verkehrssicherungspflicht besteht grundsätzlich nicht für waldtypische Gefahren.
Waldbesucher setzen sich mit dem Betreten eines Waldes bewusst den waldtypischen Gefahren aus, so dass sie sich in Kenntnis der besonderen Umstände, die eine konkrete Gefahrenlage begründen, in eine Situation drohender Eigengefährdung begeben und somit den Wald auf eigene Gefahr nutzen. Gesetzlich normiert ist dies in § 14 Abs. 1 BWaldG.
Die Verkehrssicherungspflicht des Waldbesitzers ist im Wald jedoch nicht gänzlich ausgeschlossen, sondern auf die Sicherung gegen solche Gefahren beschränkt, die nicht waldtypisch, sondern im Wald atypisch sind. Bei Bäumen in Randlage zu öffentlichen Straßen bestehen zudem weitere Verkehrssicherungspflichten. Hier ist der Eigentümer mit Rücksicht auf den Straßenverkehr verpflichtet, schädliche Einwirkungen auf die Verkehrsteilnehmer zu vermeiden und den Baumbestand so anzulegen und zu kontrollieren, dass er im Rahmen des nach forstwirtschaftlicher Erkenntnis Möglichen gegen Windbruch und Windwurf gesichert ist. Dies gilt jedoch nur für kranke Bäume. Gesunde Bäume müssen nicht entfernt werden, auch wenn Weichholz-Arten wie Pappeln und Kastanien auch ohne Erkrankung Äste abwerfen können.